# Vietnam Airlines
Vietnam Airlines je vietnamská národní letecká společnost se sídlem v Hanoji. Společnost byla založena 30. září 1996 spojením více menších firem. Hlavními letišti jsou Tân Sơn Nhất u Ho Či Minova Města a Nội Bài u Hanoje. Od října 2010 je členem aliance leteckých společností SkyTeam. V roce 2016 Vietnam Airlines přepravily 17,4 milionů cestujících. V březnu 2017 tato společnost provozovala lety do 52 destinací v Asii, Evropě a Oceánii.

## Flotila

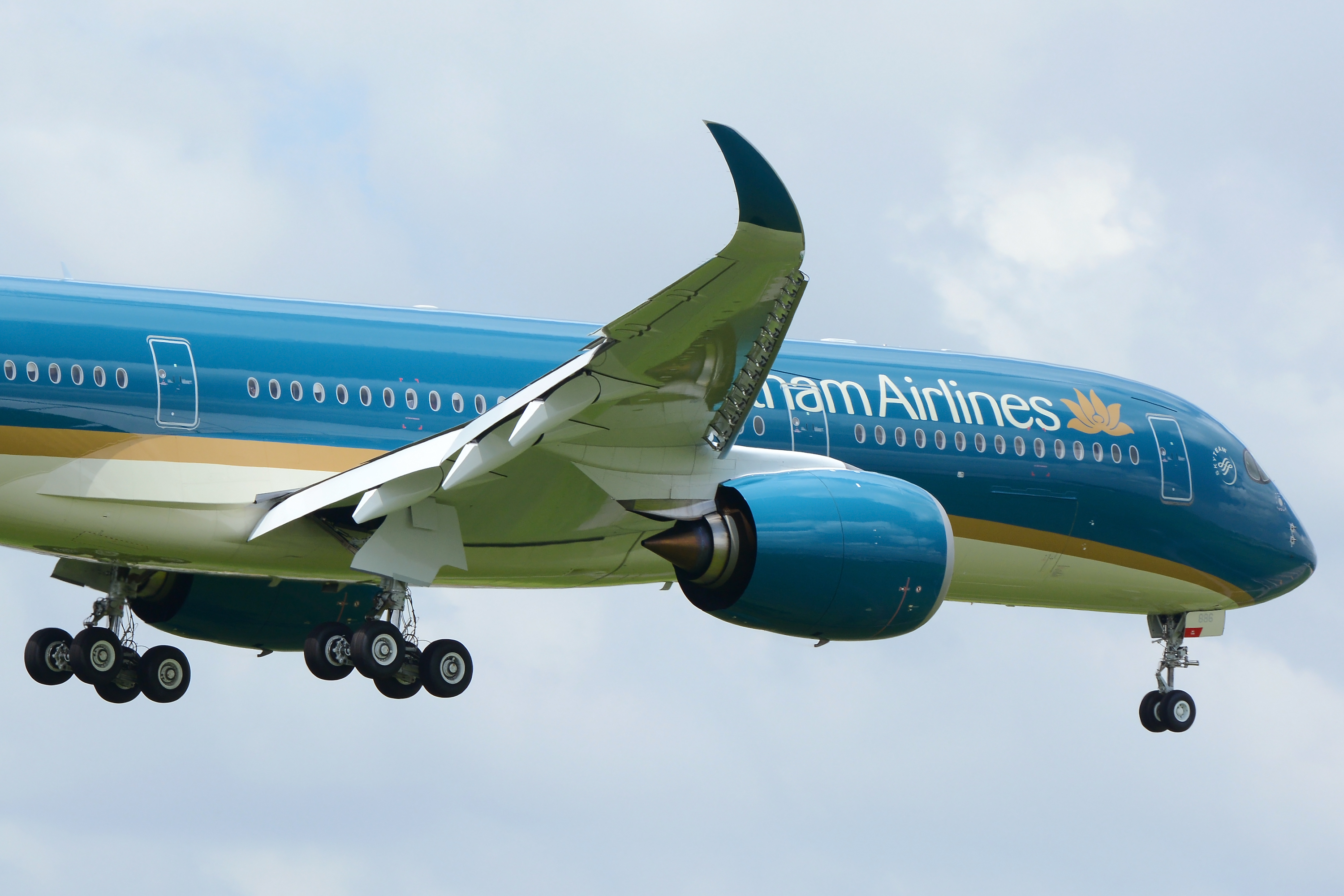
Airbus A350-900 Vietnam Airlines registrace VN-A886

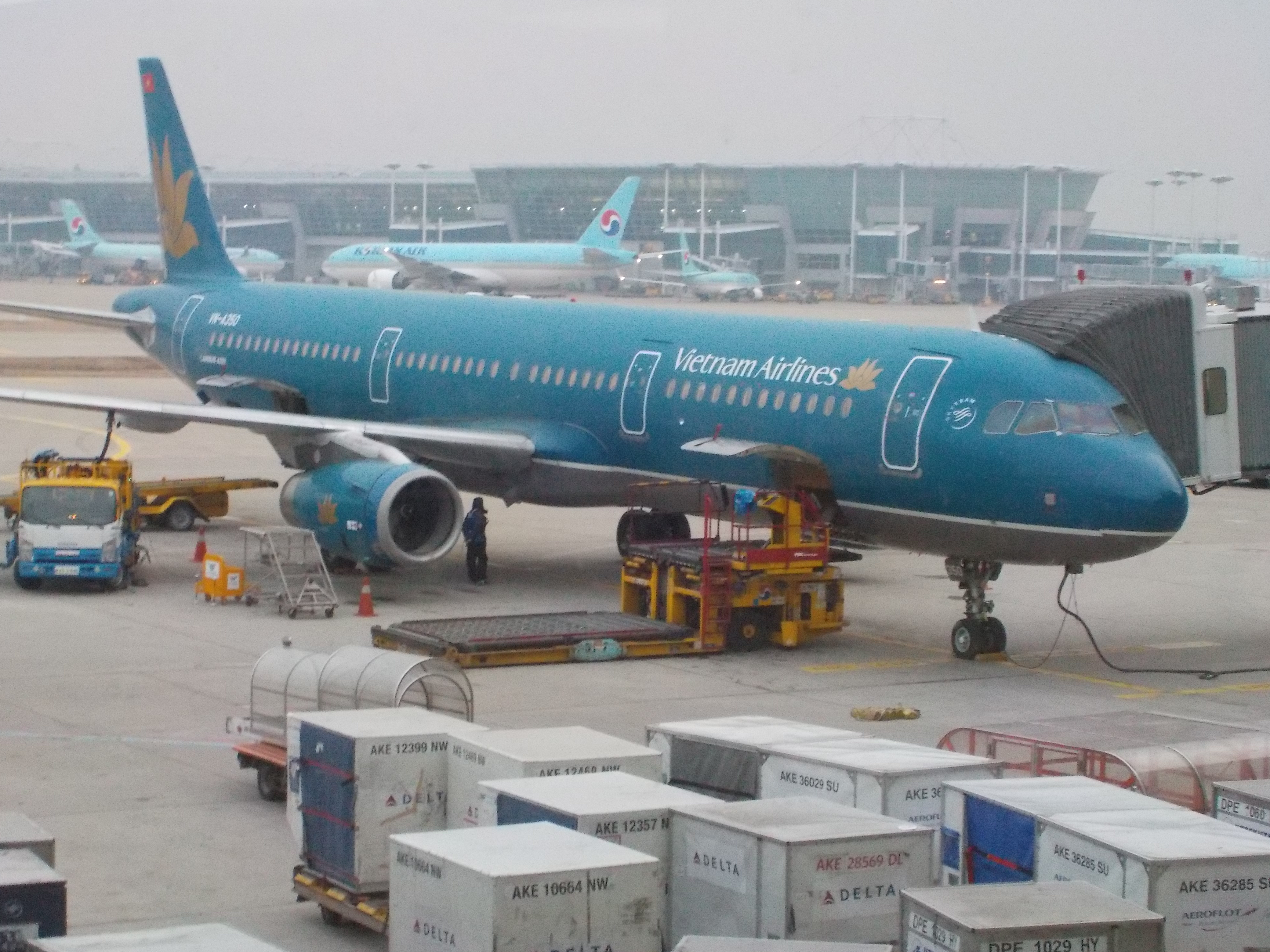
Airbus A321-200 ve starém zbarvení Vietnam Airlines

V říjnu roku 2019 provozuje společnost Vietnam Airlines 100 letadel průměrného stáří 5,8 let. V březnu 2011 bylo průměrné stáří flotily 7,1 let, což svědčí o modernizaci flotily která probíhá.